# Лишев, Всеволод Александрович
Всеволод Александрович Лишев (1850—1912) — русский военный инженер, генерал-лейтенант. Участник Русско-японской войны.

## Биография
Окончил Первый кадетский корпус, Михайловское артиллерийское училище и Николаевскую инженерную академию по 1-му разряду.
В 1870 году выпущен был сотником в 1-ю батарею Терского казачьего войска. В 1871 году произведён в поручики, в 1874 году в штабс-капитаны, в 1878 году в капитаны.
С 1881 года помощник начальника Терской инженерной дистанции. В 1886 году произведён в полковники. С 1890 года начальник Дагестанской инженерной дистанции. С 1896 года начальник Тульской инженерной дистанции. В 1897 году произведён в генерал-майоры и назначен начальником Кронштадтского крепостного инженерного управления. С 1901 года начальник Брест-Литовского крепостного инженерного управления.
В 1904 году произведён в генерал-лейтенанты и назначен главным инженером-инспектором 3-й Маньчжурской армии. Участник Русско-японской войны. За храбрость был награждён орденами Святой Анны 1-й степени с мечами и Святого Владимира 2-й степени с мечами.
Вышел в отставку в 1907 году.
Был похоронен в Юрьевом монастыре в Новгороде.

## Семейная связь
- Сын Всеволод (1877—1960) — скульптор, народный художник СССР
- брат — Александр Александрович Лишев. Окончил Первый кадетский корпус (1855). Артиллерист. По службе занимался порохом и взрывчатыми веществами. С 1881 года полковник А. А. Лишев — начальник Михайловского Шостенского порохового завода. В 1897 году уволен от службы с производством в генерал-майоры. С его именем связан бездымный порох для охотничьих ружей.